# Dilochrosis flammula
Dilochrosis flammula är en skalbaggsart som beskrevs av Blanchard 1853. Dilochrosis flammula ingår i släktet Dilochrosis och familjen Cetoniidae. Inga underarter finns listade i Catalogue of Life.